# Loungin
Loungin is een nummer van de Amerikaanse rapper LL Cool J uit 1996, in samenwerking met de Amerikaanse meidengroep Total. Het is de derde en laatste single van zijn zesde studioalbum Mr. Smith. Tevens staat het op de soundtrack van de comedyfilm Good Burger.

## Achtergrondinformatie
Het refrein is gesampled uit Who Do You Love van Bernard Wright. In "Loungin" richt LL Cool J zich tot een vrouw die een relatie heeft met een man die haar niet goed behandelt. De rapper vertelt haar dat hij bij haar wil zijn en in haar behoeften wil voorzien. Hij wijst erop dat haar huidige partner weliswaar rijk is en haar van materiële dingen voorziet, maar dat hij haar niet de aandacht en liefde geeft waar ze naar verlangt. LL Cool J biedt zichzelf aan als een betere optie voor haar. Het refrein, met de herhaalde regel "Who do you love?" suggereert dat de vrouw moet kiezen tussen haar huidige partner en LL Cool J. De boodschap van het nummer is dan ook dat je beter samen kan zijn met iemand die van je houdt en voor je zorgt, in plaats van met iemand die veel geld heeft maar niets om je geeft.
"Loungin" werd een hit in de Verenigde Staten en bereikte daar de 3e positie in de Billboard Hot 100. Ook in de Nederlandse Top 40 was het succesvol, met een 10e positie. In Vlaanderen viel de plaat buiten de hitlijsten.